# Jessine
Jessine (tiếng Ả Rập: جصين) là một ngôi làng Syria nằm ở phó huyện Sabburah thuộc huyện Salamiyah, Hama. Theo Cục Thống kê Trung ương Syria (CBS), Jessine có dân số 301 trong cuộc điều tra dân số năm 2004.